# St. Petronilla (Handorf)

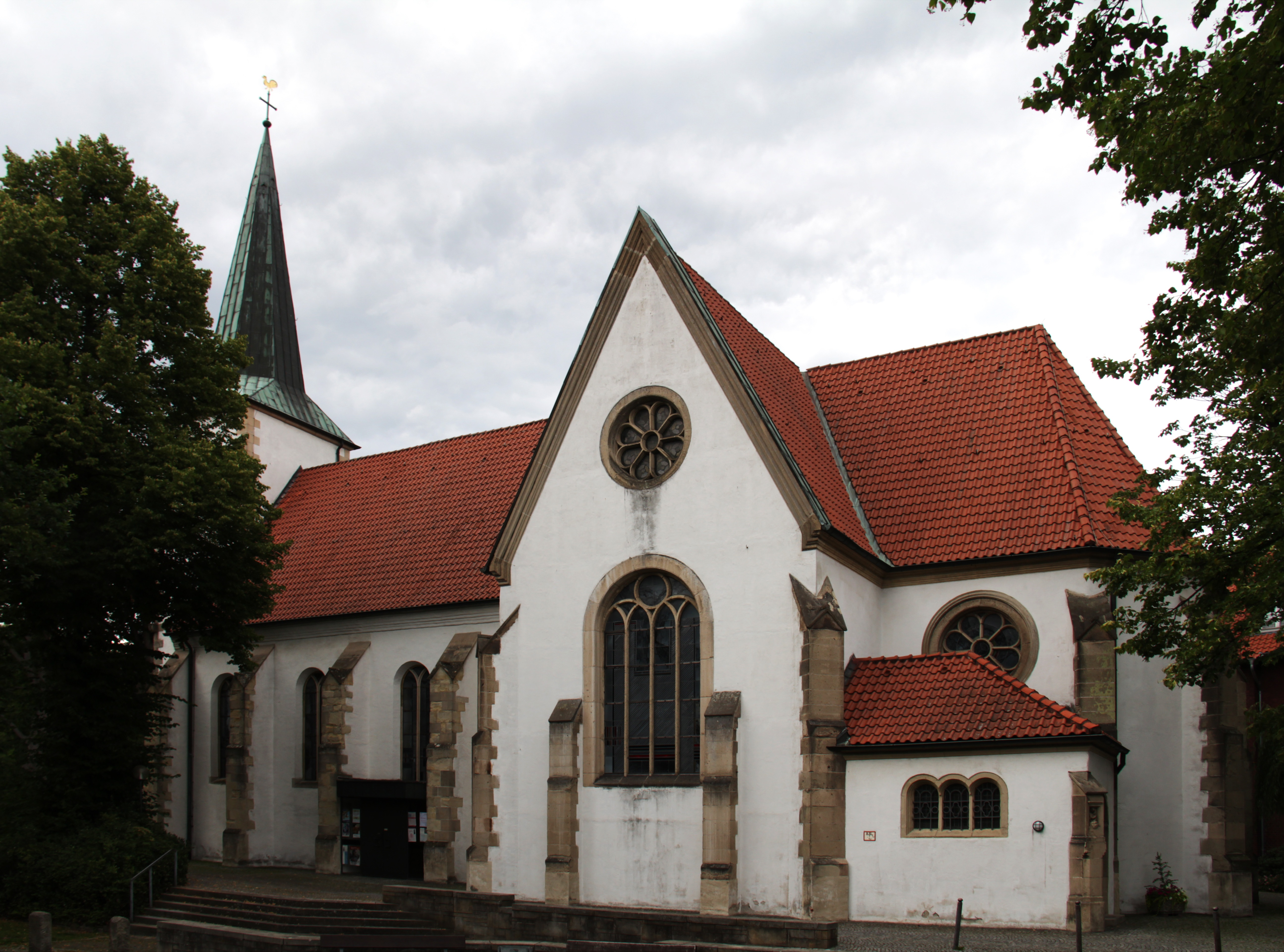
St. Petronilla

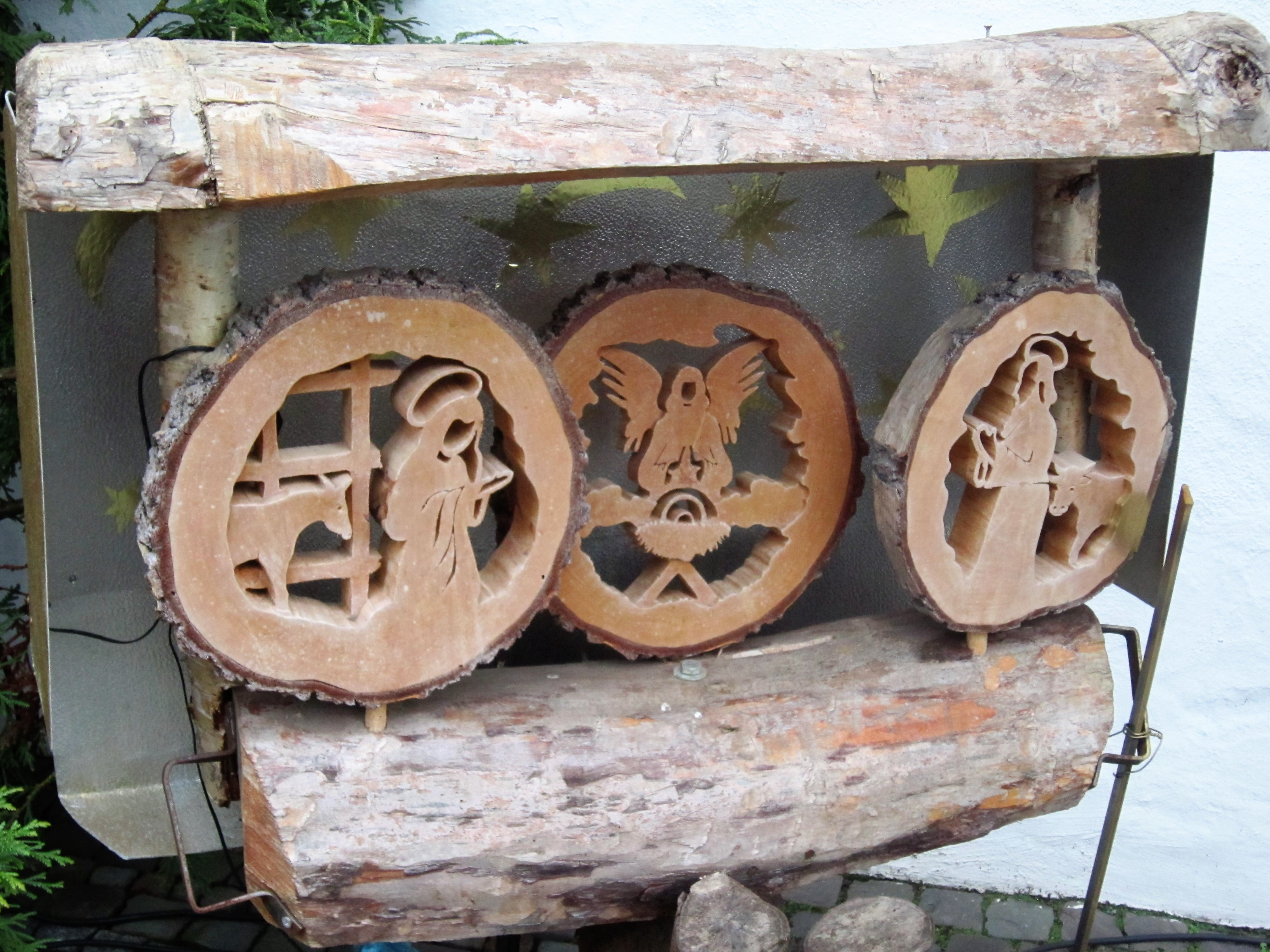
Exponat auf dem Handorfer Krippenweg 2017

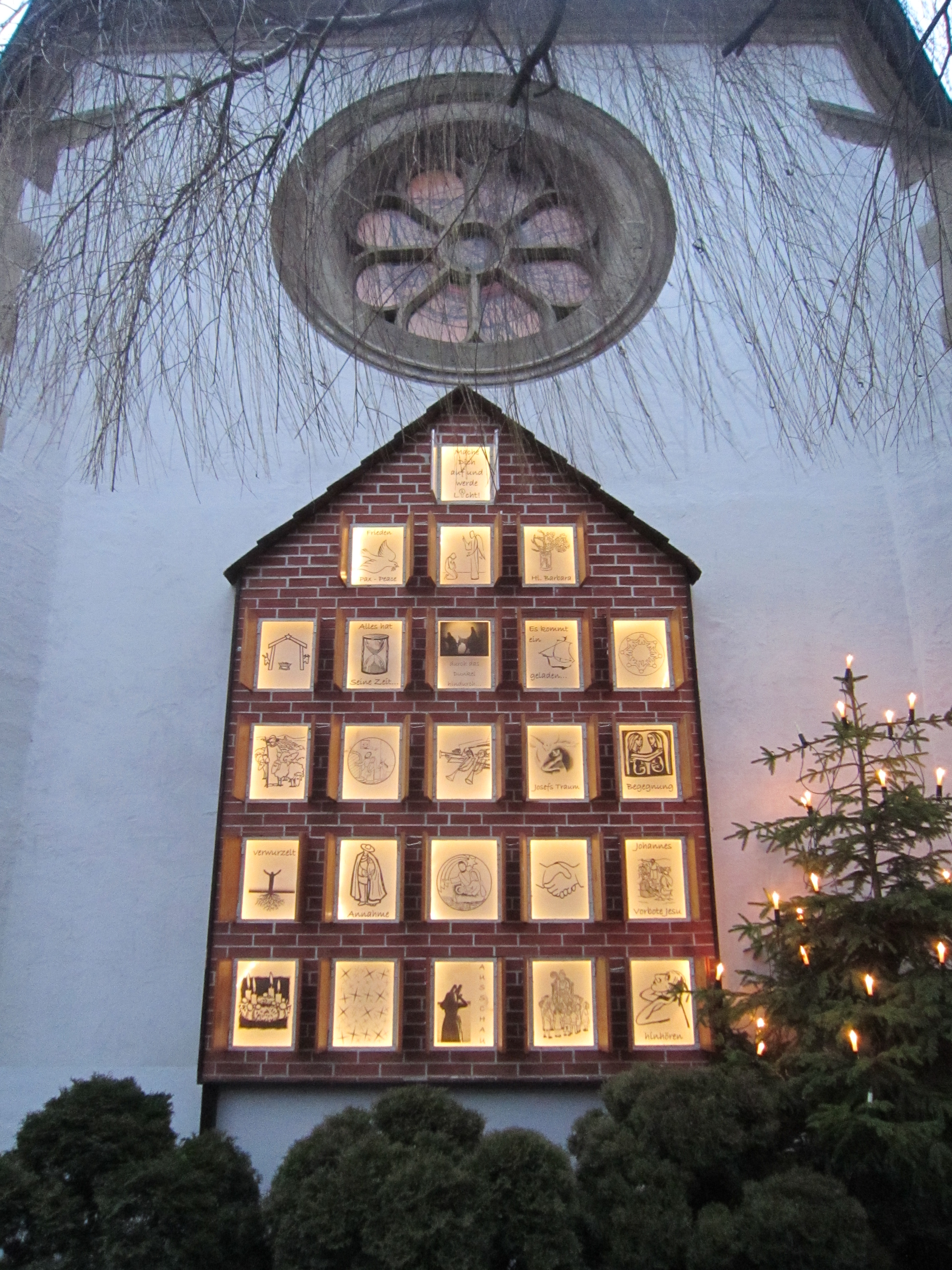
Handorfer Adventskalender

St. Petronilla ist eine katholische Pfarrkirche in Münster-Handorf.

## Baugeschichte
Die erste Kirche, die der Hl. Petronilla geweiht war, wurde in Handorf bereits um das Jahr 1030 erbaut. Es handelte sich um eine kleine Holzkirche, die von einer Gräfin aus dem Stamm der Franken gestiftet wurde.
Nachdem im Jahr 1282 die Pfarrgemeinde St. Petronilla eingerichtet wurde, wurde die Holzkirche um das Jahr 1300 durch ein neues Kirchengebäude ersetzt.
Das heutige Kirchengebäude wurde um das Jahr 1700 fertiggestellt. 1864/65 wurde der Kirchturm hinzugefügt. Der Turm war im gotisierenden Stil gestaltet. 1913 wurde die Kirche um ein Querschiff erweitert und erhielt einen neuen eingezogenen Chor und ein neues Sakristeihaus.
1942 musste der Kirchturm auf Befehl des Luftgaukommandanten bis auf die Höhe des Dachfirstes abgetragen werden; in der Nähe befand sich ein Militärflugplatz, und der Turmhelm stellte ein Hindernis für den Anflug auf den Flugplatz dar.
In den Jahren 1976–1977 wurde die Kirche grundlegend erneuert und erweitert. Insbesondere wurde das nördliche Querschiff verlängert und mit einer großen Empore versehen, und der Turm wiedererrichtet.
Seit 2008 beginnt an der Kirche ein Krippenweg, der zur Kirche St. Maria Himmelfahrt, auch Dyckburg-Kirche genannt, führt. 2017 waren in Handorf bei der Pfarrkirche 118, entlang dem Weg zur Dyckburg 72 Krippen installiert. An der Ostwand der Kirche ist in der Weihnachtszeit ein Adventskalender angebracht.

## Ausstattung
Der älteste Ausstattungsgegenstand ist ein romanischer Taufstein, der vermutlich im 13. Jahrhundert gefertigt wurde. Das zylindrisch geformte Taufbecken ist aus Baumberger Sandstein gefertigt. Der vermutlich ursprünglich vorhandene Sockel fehlt.
An der Ostwand im Chorraum hängt ein großes Ölgemälde, das bereits seit 1886 im Besitz der Gemeinde ist. Der Künstler ist unbekannt. Das Gemälde wurde vermutlich vor 1850 gemalt. Dargestellt ist die Kreuzigungsgruppe (Maria, Jesus, Johannes und am Fuß des Kreuzbalkens Maria aus Magdala) im Vordergrund, und im Mittelpunkt der Gekreuzigte im 3-Nagel-Typus am Kreuz.

### Orgel
Auf der Empore im nördlichen Querschiff befindet sich seit 1980 eine Orgel des Orgelbauers Romanus Seifert (Kevelaer). Das Schleifladen-Instrument hat 16 Register auf zwei Manualen und Pedal. Die Spieltrakturen sind mechanisch, die Registertrakturen elektrisch.
| I Hauptwerk C–g3 |                 |       |
| 1.               | Prinzipal       | 8′    |
| 2.               | Gemshorn        | 8′    |
| 3.               | Oktavflöte      | 4′    |
| 4.               | Schweizerpfeife | 2′    |
| 5.               | Sesquialtera II |       |
| 6.               | Mixtur III      | 1 ⁄3′ |
| 7.               | Trompete        | 8′    |
|                  | Tremulant       |       |

| II Schwellwerk C–g3 |             |       |
| 8.                  | Hohlflöte   | 8′    |
| 9.                  | Rohrflöte   | 4′    |
| 10.                 | Prinzipal   | 2′    |
| 11.                 | Spitzquinte | 1 ⁄3′ |
| 12.                 | Cromorne    | 8′    |
|                     | Tremulant   |       |

| Pedal C–f1 |           |     |
| 13.        | Subbass   | 16′ |
| 14.        | Offenbass | 8′  |
| 15.        | Oktave    | 4′  |
| 16.        | Fagott    | 16′ |

- Koppeln: II/I, I/P, II/P

### Glocken
Im Turm hängen drei Glocken, darunter zwei historische Glocken aus den Jahren 1512 und 1675. Die ursprüngliche dritte Glocke wurde 1831 gegossen. Sie musste im Zweiten Weltkrieg zu Rüstungszwecken abgegeben werden und wurde 1976 ersetzt.
| Nr. | Name       | Gussjahr | Gießer, Gussort              | Ø (cm)  | Gewicht (kg) | Nominal | Inschrift(en) |
| --- | ---------- | -------- | ---------------------------- | ------- | ------------ | ------- | --- |
| 1   | Petronilla | 1512     | Wolterus Westerhus (Münster) | ca. 100 | 670          | fis1    | "Petronella vocor, jubila quoque voce sonabo cogo sonans homines ad pietatis opus. Wolterus Westerhus me fecit an.dm. MDXII." (Petronilla werde ich genannt, mit jubelnder Stimme werde ich ertönen, ich rufe die Menschen mit klingender Stimme zusammen zum Werke der Frömmigkeit. Wolterus Westerhus hat mich geschaffen im Jahre des Herrn 1512.) |
| 2   | Pankratius | 1675     | Johann Kreft                 | 93      | 485          | a1      | "Orabis gloriose Pancrati deum pro nobis. Johan Krefet me fecit anno 1659." (Du wirst Gott für uns bitten, ruhmreicher Pankratius. Johan Kreft hat mich gemacht im Jahr 1659.) |
| 3   | Johannes   | 1976     | Johannes Mark                | 81      | 373          | h1      | "Illum oportet crescere me autem minui (Joh 3, 30)" – "Johannes Mark me fecit in honorem S. Joanis Baptistae anno MCMLXXVI sub parocho Joanne Tebroke +" (Er muss wachsen, ich aber muss kleiner werden – Johannes Mark goss mich zu Ehren des hl. Johannes des Täufers im Jahre 1976 unter Pfarrer Johannes Tebroke)                                 |

## Trivia
Zwischen Kirche und Pfarrhaus befindet sich ein schmaler Durchgang, in dem seit 1991 ein Schild die Durchfahrt für Radfahrer untersagt. Dieses Schild, das für die langjährige Küsterin der Kirche Clara Westermann (* 1908, † 2004) eine Ausnahme vorsah, wurde zu einem Internetphänomen,: „Radfahrer absteigen! ausgen. Frau Westermann“ ist dort zu lesen. Für die Verbreitung der Botschaft sorgte zudem seit 2016 Ruppe Koselleck: Der münsterische Künstler einverleibte das Schild in seine Serie „Fundstücke“ und verbreitet das Motiv über Postkarten und Aufkleber.